# Maxwell Mwale

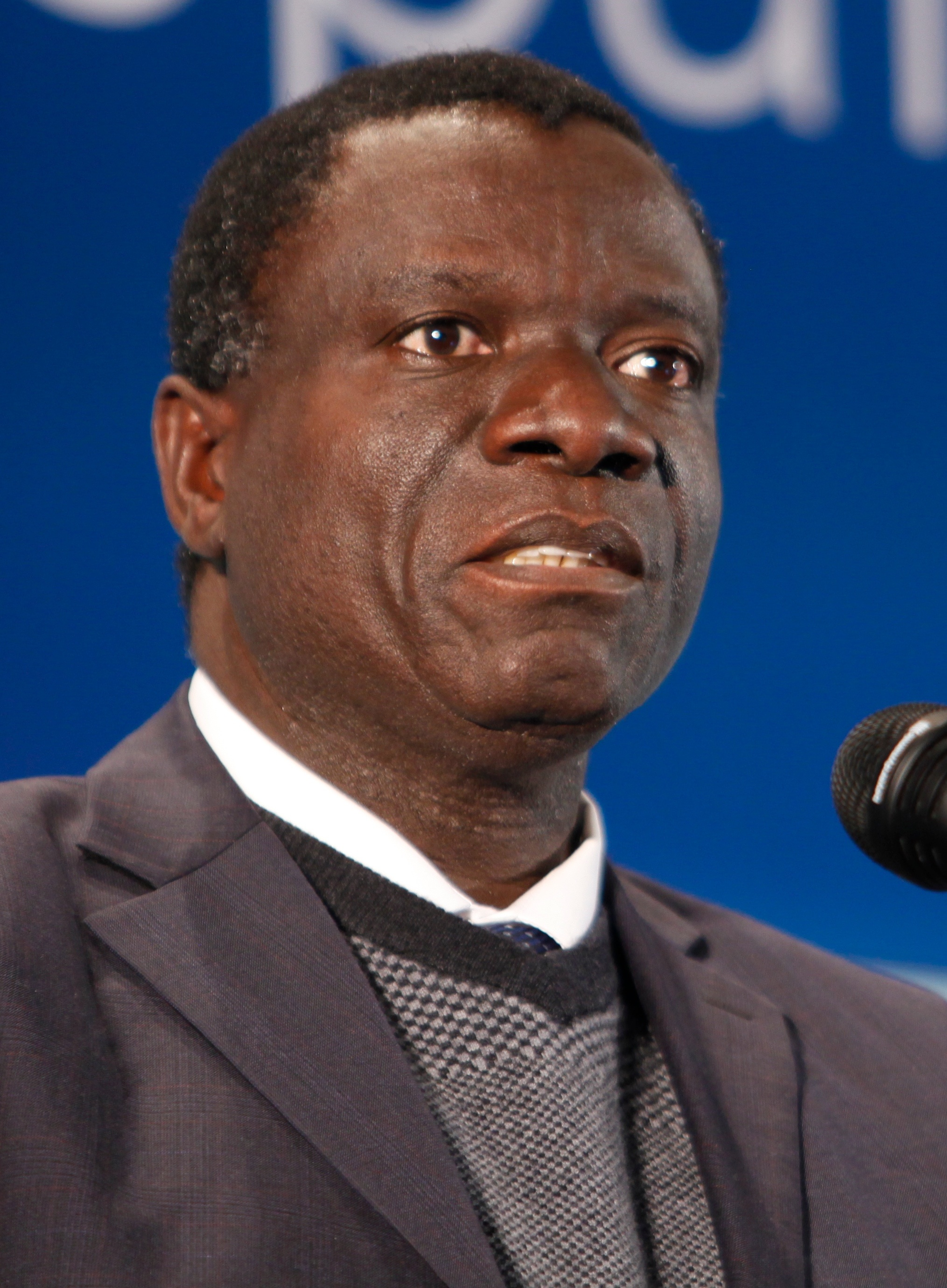
Maxwell Mwale (2011)

Maxwell Mwale (* 9. Mai 1957) ist ein sambischer Politiker.
Maxwell Mwale kommt aus der Ostprovinz der Republik Sambia. Er arbeitete 2004 als Bezirkskommissar in der Mfue / Lupande Game Management Area im Distrikt Mambwe. Dort koordinierte er Projekte mit erheblicher internationaler Beteiligung, die Wildtiere, Tourismus, Landwirtschaft und erhebliche Geldsummen betrafen.
Bei den Wahlen in Sambia 2006 konnte er für das Movement for Multiparty Democracy im Wahlkreis Malambo bei Chipata das Mandat in der Nationalversammlung erringen.